# Mystic Production
Mystic Production – niezależna polska wytwórnia płytowa.

## Historia
Powstała w 1995 roku z siedzibą w Skale, jej właścicielką jest Barbara Mikuła. Mystic Production prowadzi w Polsce dystrybucję płyt wydawanych przez: Regain Records, Indie Recordings, Armoury Records, Eagle Rock, Mascot Records, Witching Hour Productions, Razor Productions i MaxFloRec.
Wytwórnia początkowo trudniła się dystrybucją oraz wydawaniem płyt z szeroko pojętą muzyką heavymetalową. Były to m.in. pierwsze albumy takich wykonawców jak: Sceptic, Asgaard i Virgin Snatch. W latach późniejszych Mystic Production znacznie rozszerzyła zakres wydawanej muzyki, m.in. o rock, punk rock, rock alternatywny, rock progresywny oraz pop.
Wytwórnia organizuje także koncerty m.in. w ramach Mystic Festival. Na przestrzeni lat podczas festiwalu wystąpiły m.in. takie grupy jak: Iron Maiden, Nightwish, Mayhem, Children of Bodom, Slayer, Celtic Frost, Kreator czy Behemoth. Częściowy zapis drugiej edycji festiwalu ukazał się w 2001 roku na DVD i kasecie wideo VHS pt. Mystic Festival 2001.
W latach 1996–2021 przedsiębiorstwo wydawało magazyn muzyczny Mystic Art. Wśród redaktorów pisma występowali członkowie zespołów wydawanych przez Mystic: Łukasz „Zielony” Zieliński – wokalista Virgin Snatch oraz Adam „Nergal” Darski – piosenkarz formacji Behemoth. 
W 2012 roku przedsiębiorstwo wydało swoją pierwszą książkę. Publikacją jest autoryzowana biografia zespołu Behemoth pt. Konkwistadorzy diabła (ISBN 978-83-934928-0-0) autorstwa Łukasza Dunaja, dziennikarza związanego z Mystic Art.